# Liberalismo neoclássico
Liberalismo Neoclássico, também chamado de Liberalismo da Escola do Arizona, é uma filosofia política libertária que se concentra na compatibilidade do apoio às liberdades civis e ao livre mercado, por um lado, e a preocupação com a justiça social e o bem-estar dos segmentos mais pobres da população, por outro. Os defensores do liberalismo neoclássico geralmente acreditam que uma agenda centrada na liberdade individual beneficiará mais os economicamente e socialmentes desfavorecidos.